# Rugby Americas North Sevens 2022 (México)
El Rugby Americas North Sevens del 2022 fue la decimonovena edición del torneo de rugby 7 disputado por las selecciones nacionales masculinas de la Rugby Americas North.
Se disputó entre el 12 y 13 de noviembre en la Ciudad de México, México.
El torneo otorgó una plaza para el Challenger Series 2023, dos para los Juegos Panamericanos de 2023 y cuatro para los Juegos Centroamericanos y del Caribe.

## Fase de grupos
|  | Avanzan a cuartos de final. |

### Grupo A
| Pos | Países            | Partidos | Partidos | Partidos | Tantos | Tantos | Tantos | Pts |
| Pos | Países            | G        | E        | P        | PF     | PC     | DP     | Pts |
| --- | ----------------- | -------- | -------- | -------- | ------ | ------ | ------ | --- |
| 1   | Jamaica           | 2        | 0        | 0        | 71     | 17     | +54    | 6   |
| 2   | Trinidad y Tobago | 1        | 0        | 1        | 41     | 33     | +8     | 4   |
| 3   | Curazao           | 0        | 0        | 2        | 7      | 69     | -62    | 2   |

| 12 de noviembre | Jamaica | 45 - 0 | Curazao |  |  |

| 12 de noviembre | Trinidad y Tobago | 17 - 26 | Jamaica |  |  |

| 12 de noviembre | Trinidad y Tobago | 24 - 7 | Curazao |  |  |

### Grupo B
| Pos | Países       | Partidos | Partidos | Partidos | Tantos | Tantos | Tantos | Pts |
| Pos | Países       | G        | E        | P        | PF     | PC     | DP     | Pts |
| --- | ------------ | -------- | -------- | -------- | ------ | ------ | ------ | --- |
| 1   | México       | 3        | 0        | 0        | 154    | 0      | +154   | 9   |
| 2   | Islas Caimán | 2        | 0        | 1        | 83     | 50     | +33    | 7   |
| 3   | Bahamas      | 1        | 0        | 2        | 48     | 97     | -49    | 5   |
| 4   | Santa Lucía  | 0        | 0        | 3        | 14     | 152    | -138   | 3   |

| 12 de noviembre | México | 64 - 0 | Santa Lucía |  |  |

| 12 de noviembre | Islas Caimán | 38 - 5 | Bahamas |  |  |

| 12 de noviembre | México | 45 - 0 | Bahamas |  |  |

| 12 de noviembre | Islas Caimán | 45 - 0 | Santa Lucía |  |  |

| 12 de noviembre | México | 45 - 0 | Islas Caimán |  |  |

| 12 de noviembre | Bahamas | 43 - 14 | Santa Lucía |  |  |

### Grupo C
| Pos | Países               | Partidos | Partidos | Partidos | Tantos | Tantos | Tantos | Pts |
| Pos | Países               | G        | E        | P        | PF     | PC     | DP     | Pts |
| --- | -------------------- | -------- | -------- | -------- | ------ | ------ | ------ | --- |
| 1   | Bermudas             | 3        | 0        | 0        | 88     | 24     | -64    | 9   |
| 2   | Barbados             | 2        | 0        | 1        | 90     | 21     | +69    | 7   |
| 3   | República Dominicana | 1        | 0        | 2        | 59     | 45     | -14    | 5   |
| 4   | Belice               | 0        | 0        | 3        | 0      | 147    | -147   | 3   |

| 12 de noviembre | Bermudas | 26 - 12 | República Dominicana |  |  |

| 12 de noviembre | Barbados | 59 - 0 | Belice |  |  |

| 12 de noviembre | Bermudas | 48 - 0 | Belice |  |  |

| 12 de noviembre | Barbados | 19 - 7 | República Dominicana |  |  |

| 12 de noviembre | Bermudas | 14 - 12 | Barbados |  |  |

| 12 de noviembre | República Dominicana | 40 - 0 | Belice |  |  |

### Bowl
| 13 de noviembre | Santa Lucía | 31 - 0 | Belice |  |  |

| 13 de noviembre | República Dominicana | 32 - 0 | Santa Lucía |  |  |

| 13 de noviembre | República Dominicana | 47 - 0 | Belice |  |  |

### Copa de plata
|  | Semifinal         | Semifinal         | Semifinal         |                   |          | 5° puesto | 5° puesto | 5° puesto |  |
|  |                   |                   |                   |                   |          |           |           |           |  |
|  |                   |                   |                   |                   |          |           |           |           |  |
|  | Bahamas           | Bahamas           | 0                 |                   |          |           |           |           |  |
|  | Bahamas           | Bahamas           | 0                 |                   |          |           |           |           |  |
|  | Barbados          | Barbados          | 29                |                   |          |           |           |           |  |
|  | Barbados          | Barbados          | 29                |                   | Barbados | Barbados  | 26        |           |  |
|  |                   |                   |                   |                   | Barbados | Barbados  | 26        |           |  |
|  |                   |                   | Trinidad y Tobago | Trinidad y Tobago | 12       |           |           |           |  |
|  | Trinidad y Tobago | Trinidad y Tobago | Trinidad y Tobago | Trinidad y Tobago | 12       | 7         |           |           |  |
|  | Trinidad y Tobago | Trinidad y Tobago |                   |                   |          | 7         |           |           |  |
|  | Curazao           | Curazao           | 5                 |                   |          | 7° puesto | 7° puesto | 7° puesto |  |
|  | Curazao           | Curazao           | 5                 |                   |          | 7° puesto | 7° puesto | 7° puesto |  |
|  |                   |                   |                   |                   |          |           |           |           |  |
|  |                   |                   |                   |                   |          | Bahamas   | Bahamas   | 0         |  |
|  |                   |                   |                   |                   |          | Bahamas   | Bahamas   | 0         |  |
|  |                   |                   |                   |                   |          | Curazao   | Curazao   | 36        |  |
|  |                   |                   |                   |                   |          | Curazao   | Curazao   | 36        |  |
|  |                   |                   |                   |                   |          |           |           |           |  |

### Copa de oro
|  | Cuartos de final  | Cuartos de final  | Cuartos de final |              |          | Semifinales | Semifinales | Semifinales |              |              | Copa         | Copa         | Copa |  |
|  |                   |                   |                  |              |          |             |             |             |              |              |              |              |      |  |
|  |                   |                   |                  |              |          |             |             |             |              |              |              |              |      |  |
|  | Jamaica           | Jamaica           | 42               |              |          |             |             |             |              |              |              |              |      |  |
|  | Jamaica           | Jamaica           | 42               |              |          |             |             |             |              |              |              |              |      |  |
|  | Bahamas           | Bahamas           | 5                |              |          |             |             |             |              |              |              |              |      |  |
|  | Bahamas           | Bahamas           | 5                |              | Jamaica  | Jamaica     | 24          |             |              |              |              |              |      |  |
|  |                   |                   |                  |              | Jamaica  | Jamaica     | 24          |             |              |              |              |              |      |  |
|  |                   |                   | Islas Caimán     | Islas Caimán | 5        |             |             |             |              |              |              |              |      |  |
|  | Barbados          | Barbados          | Islas Caimán     | Islas Caimán | 5        | 10          |             |             |              |              |              |              |      |  |
|  | Barbados          | Barbados          |                  |              |          |             |             |             |              |              |              |              |      |  |
|  | Islas Caimán      | Islas Caimán      | 12               |              |          |             |             |             |              |              |              |              |      |  |
|  | Islas Caimán      | Islas Caimán      | 12               |              |          |             |             |             |              | Jamaica      | Jamaica      | 19           |      |  |
|  |                   |                   |                  |              |          |             |             |             |              | Jamaica      | Jamaica      | 19           |      |  |
|  |                   |                   | México           | México       | 14       |             |             |             |              |              |              |              |      |  |
|  | Bermudas          | Bermudas          | México           | México       | 14       | 12          |             |             |              |              |              |              |      |  |
|  | Bermudas          | Bermudas          |                  |              |          |             |             |             |              |              |              |              |      |  |
|  | Trinidad y Tobago | Trinidad y Tobago | 5                |              |          |             |             |             |              |              |              |              |      |  |
|  | Trinidad y Tobago | Trinidad y Tobago | 5                |              | Bermudas | Bermudas    | 14          |             |              | Tercer lugar | Tercer lugar | Tercer lugar |      |  |
|  |                   |                   |                  |              | Bermudas | Bermudas    | 14          |             |              | Tercer lugar | Tercer lugar | Tercer lugar |      |  |
|  |                   |                   | México           | México       | 22       |             |             |             |              |              |              |              |      |  |
|  | México            | México            | México           | México       | 22       | 31          |             |             | Islas Caimán | Islas Caimán | 14           |              |      |  |
|  | México            | México            |                  |              |          |             |             |             | Islas Caimán | Islas Caimán | 14           |              |      |  |
|  | Curazao           | Curazao           | 0                |              |          |             |             |             |              |              | Bermudas     | Bermudas     | 19   |  |
|  | Curazao           | Curazao           | 0                |              |          |             |             |             |              |              | Bermudas     | Bermudas     | 19   |  |
|  |                   |                   |                  |              |          |             |             |             |              |              |              |              |      |  |

| Bandera de Jamaica |
| Campeón Jamaica    |
| Quinto título      |